# Dolni Radkovți, Gabrovo
Dolni Radkovți (în bulgară Долни Радковци) este un sat în comuna Treavna, regiunea Gabrovo,  Bulgaria. 

## Demografie
Componența etnică a satului Dolni Radkovți
     Nicio identificare (100%)
     Altele (0%)
La recensământul din 2011, populația satului Dolni Radkovți era de 1 locuitori. . Pentru 100% din locuitori nu este cunoscută apartenența etnică.